# HMS Uddevalla (K36)
MS Uddevalla (K36) fue la última corbeta de la clase Visby con tecnología de sigilo, desarrolladas por la Administración de Material de Defensa de Suecia (FMV) y fabricados por Kockums. La producción de esta unidad fue finalmente cancelada por motivos políticos.

## Antecedentes
El HMS Uddevalla fue uno de los 6 buques de la clase Visby que se encargaron en 1995. Sin embargo, su producción fue suspendida en 2001 por motivos políticos, ya que para reducir el coste del encargo se eliminó la producción de uno de los barcos. En total, solo cinco buques se construyeron.
El primero que salió de esta serie fue el HMS Visby (K31), que se incorporó el 17 de diciembre de 2012 a la flota sueca, junto con su gemelo el HMS Nykoping (K34).